# Ad Sinarum gentem
Ad Sinarum gentem, publicado em 7 de outubro de 1954, é uma encíclica do papa Pio XII ao povo chinês sobre a supernacionalidade da Igreja.

## Contexto
A encíclica é escrita tendo como contexto a perseguição contínua de cristãos na China, a expulsão de missionários estrangeiros, a prisão de padres domésticos e leigos e as tentativas do Estado de instituir uma Igreja Católica chinesa nacional. Três anos antes, o papa havia emitido a carta apostólica Cupimus Imprimis ao povo chinês, para expressar sua "simpatia por suas aflições, mas também para exortá-lo paternalmente a cumprir todos os deveres da religião cristã com a resoluta fidelidade que às vezes exige força heroica". "Desde aquela época, as condições da Igreja Católica não melhoraram. Acusações e calúnias contra a Sé Apostólica e aqueles que se mantêm fiéis a ela aumentaram através da propaganda difamatória do regime ditatorial comunista. O Núncio Apostólico foi expulso. Embora a "grande maioria dos católicos tenha permanecido firme na fé, alguns aderiram a movimentos perigosos dos inimigos de todas as religiões".
A consciência do Nosso dever exige que, uma vez mais, dirijamos as Nossas palavras a vós através desta Carta Encíclica, com a esperança de que ela possa tornar-se conhecida por vós. Que ela seja de algum conforto e encorajamento para aqueles que perseveram firme e corajosamente na verdade e na virtude. Aos outros, que ela traga luz e as Nossas admoestações paternas.

## Mensagem
O Papa adverte contra a separação de Roma, defende a Igreja contra acusações de minar a cultura e a sociedade chinesas e congratula-se com as diferenças culturais na pregação e no ensino.
A forma de pregação e ensino deve ser diferente de acordo com o local, e por isso deve estar em conformidade, quando possível, com a natureza e carácter particular do povo chinês, e também com os seus antigos costumes tradicionais. Se isto for devidamente feito, certamente maiores frutos serão colhidos entre vós.  Mas - e é absurdo pensar apenas nisso - com que direito podem os homens, arbitrariamente e de forma diversa em diferentes nações, interpretar o Evangelho de Jesus Cristo?
Essa flexibilidade pastoral não pode implicar, no entanto, que a Igreja concorda com a teologia política ou com um cristianismo chinês específico.